# Violenta Fortuna
Violenta Fortuna es el tercer álbum de estudio de la banda chilena Alectrofobia. Grabado en el estudio MCL Records, Argentina. Producido por Mario Breuer. Obtuvo el premio al Mejor Disco de la música chilena por Radio Futuro.

## Descripción
Violenta Fortuna es el nuevo álbum de los destacados exponentes de rock pesado chileno. Fue lanzado el 3 de agosto de 2018 bajo el alero del sello "Plaza Independencia" en colaboración de Pulpa Discos.
El disco fue grabado en los estudios de MCL Records en Buenos Aires por el afamado productor Mario Breuer, reconocido por participar en célebres títulos de Soda Stereo, Charly García, Los Tres, La Ley, Los Fabulosos Cadillacs, Lucybell y más.
El nuevo disco de Alectrofobia, que marca un antes y un después en el hardrock chileno según Breuer. En él se abordan temas como las consecuencias de la dictadura militar en Chile o del capitalismo exacerbado en nuestra sociedad.
El primer single "Cómo no me va a doler" cuenta con un videoclip protagonizado por Pablo Schwarz, donde la agrupación expone la crudeza de volver al origen y no reconocerlo luego del exilio. Sobre esta misma línea, está "Violencia Estatal" que narra la violencia hacia el pueblo mapuche por fuerzas del estado, esta canción en particular ha estado en la lista de las 50 canciones más virales en Spotify Chile. Otro destacado es el desgarrador blues de “No te alejes de mí”, que cuenta con la participación del trompetista Richard Nant.
Violenta Fortuna obtuvo el premio al mejor disco de la mùsica chilena según la Radio Futuro.

## Lista de canciones
1. Lo Peor 3:31

2. Invierno 2:48

3. Rutinas 4:14

4. Cómo no me va a doler 3:22

5. Mierda pa´ consumir 2:41

6. No te alejes de mí (Año nuevo fatal) 5:02

7. Hijos de la segregación 2:15

8. Te grito que perdí la fe 3:35

9. Violencia estatal 2:29

10. No hay nada más importante 3:41

11. La luz del cielo 2:41

## Premios y nominaciones
| Año  | Trabajo nominado | Premio              | Categoría    | Institución  | Resultado |
| ---- | ---------------- | ------------------- | ------------ | ------------ | --------- |
| 2018 | Violenta Fortuna | Mejor disco del año | Rock Chileno | Radio Futuro | Ganador   |